# Tamás Kulifai
Tamás Kulifai (n. 4 mai 1989, Budapesta, Republica Populară Ungară) este un caiacist ce a reprezentat Ungaria, medaliat olimpic. A participat la o ediție a Jocurilor Olimpice (2012) în care a câștigat o medalie de argint.

## Participări
Lista de mai jos prezintă principalele competiții la care a participat Tamás Kulifai de-a lungul carierei.
- canoeing at the 2012 Summer Olympics – men's K-4 1000 metres[*]